# Розгонюк, Артём
Артём Розгонюк (рум. Artiom Rozgoniuc; 1 октября 1995, Рыбница, Молдавия) — молдавский футболист, защитник латвийского клуба «Гробиня».

## Клубная карьера
Футбольную карьеру начал в 2013 году в составе клуба «Шериф».
В 2019 году перешёл в молдавский клуб «Петрокуб».
В начале 2022 года подписал контракт с казахстанским клубом «Мактаарал». 11 марта 2022 года в матче против клуба «Кайрат» дебютировал в казахстанской Премьер-лиге.

## Карьера в сборной
5 сентября 2017 года дебютировал за сборную Молдавии в матче против сборной Уэльса (0:2).

## Достижения
«Шериф»
- Чемпион Молдавии (4): 2012/13, 2013/14, 2015/16, 2016/17

## Клубная статистика
| Игровая карьера | Игровая карьера | Лига | Лига | Кубок | Кубок | Межд. | Межд. | Др. | Др. |
| --------------- | --------------- | ---- | ---- | ----- | ----- | ----- | ----- | --- | --- |
| 2019            | Шериф           | 2    | 0    | —     | —     | —     | —     | —   | —   |
| 2019            | Сфынтул Георге  | 19   | 0    | 1     | 0     | —     | —     | —   | —   |
| 2020/21         | Петрокуб        | 12   | 0    | —     | —     | 1     | 0     | —   | —   |
| 2021/22         | Петрокуб        | 17   | 0    | 1     | 0     | 1     | 0     | —   | —   |
| 2022            | Мактаарал       | 22   | 2    | 6     | 0     | —     | —     | —   | —   |